# Liste des fleuves de Californie

## Fleuves se jetant au nord de la baie de San Francisco
- Eel River
  - Van Duzen River
- Klamath River
  - Shasta River
  - Trinity River
- Matolle River
- Navarro River
- Russian River

## Cours d'eau principaux se jetant dans la baie de San Francisco
- Napa River
- Sacramento (fleuve) : 
  - American River
  - Feather River
  - Pit River
  - McCloud River
- San Joaquin (fleuve) : 
  - Merced River
  - Stanislaus River
  - Tuolumne River
  - Clavey River
  - Tulare Lake Basin
  - Kings
  - Kern
- Guadalupe (en)

## Fleuves se jetant entre la baie de San Francisco et Point Arguello
- San Lorenzo River
- Salinas River
- Santa Maria River
- Santa Ynez River

## Fleuves se jetant dans l'Océan Pacifique au sud de Point Arguello
- Santa Clara
- Los Angeles River
  - Rio Hondo
- San Gabriel River
- Santa Ana River
- Santa Margarita River
- Tijuana River

## Fleuve se jetant dans le golfe de Californie
- Colorado (fleuve)

## Fleuves duGrand Bassin(à l'est de la Californie)
- Amargosa
- Carson (East et West forks)
- Lost
- Mojave
- Owens
- Susan
- Truckee
- Walker

## Rivières se jetant dans laMer de Salton
- New River,
- Whitewater River
- Alamo River